# Ярошенко, Николай Александрович
Никола́й Алекса́ндрович Яроше́нко (1 [13] декабря 1846, Полтава, Полтавская губерния, Российская империя — 26 июня [8 июля] 1898, Кисловодск, Терская область, Российская империя) — русский художник—передвижник, признанный мастер реалистического портрета; военный артиллерист, генерал-майор. Дядя известного революционера Бориса Савинкова.

## Биография
Родился в Полтаве в семье офицера (будущего генерал-майора) Русской императорской армии Александра Михайловича Ярошенко (1807—1876), который хотел, чтобы старший сын пошёл по его стопам и сделал карьеру военного. Отец не придавал особого значения художественному таланту мальчика, но и не препятствовал его занятиям рисованием. Мать — Любовь Васильевна (урожденная Мищенко; 1822—1890), была дочерью полтавского помещика, отставного поручика Василия Мищенко.
В Полтаве первым учителем живописи Николая Ярошенко был бывший крепостной Иван Кондратьевич Зайцев (1805—1887), к которому ученик всю жизнь относился с искренней признательностью и позднее написал его портрет.
В 1855 году 9-летнего Николая определили в Петровский Полтавский кадетский корпус. В 1856 году он был, благодаря хлопотам отца, переведён в Первый кадетский корпус в Санкт-Петербурге. В октябре 1862 года участвовал в массовом возмущении кадетов в адрес злоупотреблявшего придирками к ним батальонного командира. При расследовании был признан одним из «зачинщиков» (Николай взял вину за организацию возмущения на себя вместе с будущим генералом от кавалерии и военным писателем Н. Н. Сухотиным), за что был лишён звания ефрейтора и 10 суток отсидел на гауптвахте. По окончании корпуса, в 1863 году поступил в Павловское пехотное училище. В мае 1864 года переведён в Михайловское артиллерийское училище, которое окончил в числе лучших в 1865 году. С конца 1865 года служил в 9-й артиллерийской бригаде, квартировавшей в Валковском уезде Харьковской губернии.
Прослужив два года офицером в 9-й батарее, поступил в Михайловскую артиллерийскую академию в Санкт-Петербурге,и тогда же одновременно стал посещать Императорскую Академию художеств. Кроме того, Ярошенко брал частные уроки рисования, работал в мастерской Адриана Марковича Волкова (1829—1873) и посещал вечерние классы школы Императорского общества поощрения художеств, где в то время преподавал Иван Крамской.
Окончив с отличием Михайловскую артиллерийскую академию в 1870 году, с досрочным производством в чин штабс-капитана «за особые успехи в науках», Николай Ярошенко получил назначение на должность заведующего штамповальной мастерской снаряжательного отдела Санкт-Петербургского патронного завода, и на этом заводе прослужил на начальственных должностях вплоть до выхода в отставку с чином генерал-майора.
В 1874 году экстерном окончил Академию художеств. За годы обучения сблизился с художниками-передвижниками и писателями из числа постоянных авторов журнала «Отечественные записки». На «субботах» в его квартире собирался цвет интеллигенции.
В 1875 году Ярошенко дебютировал на 4-й Передвижной выставке с картиной «Невский проспект». Годом позже он вступил в члены Товарищества Передвижных выставок (стал передвижником) и сразу же был избран в его правление. Наряду с Иваном Николаевичем Крамским был одним из главных идеологов передвижничества. Крамского называли «разумом» передвижничества, а Ярошенко — его «совестью».

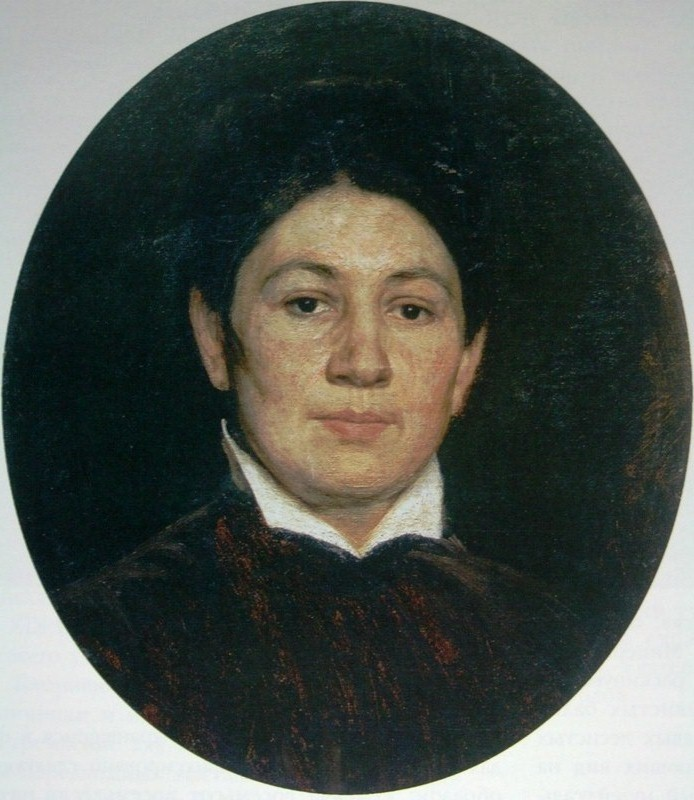
Николай Ярошенко. Портрет жены. 1880-е, Мемориальный музей-усадьба Н. А. Ярошенко, Кисловодск.

В 1874 году Ярошенко женился на Марии Павловне Невротиной, курсистке-бестужевке, общественной деятельнице. Молодожёны посетили родных Николая в Полтаве, потом уехали в Пятигорск. Оставив там молодую жену, художник месяц писал этюды в Сванетии. Кавказские пейзажи, которые были созданы художником в то время, вызвали большой интерес у публики. Северный Кавказ для большинства жителей средней полосы России был тогда краем неизведанным. Поэтому, когда художник привёз в Петербург картину «Шат-гора (Эльбрус)» (1884), многие посчитали изображённую там панораму Кавказского хребта фантазией автора. С лёгкой руки критика Владимира Стасова художник Ярошенко получил прозвище «портретиста гор».
В 1885 году Ярошенко купил в Кисловодске дом, названный «Белой виллой», где семья проводила лето. К ним приезжали многочисленные друзья  — писатели, артисты, учёные, частые гости «ярошенковских суббот» в Петербурге: Сергей Рахманинов, Фёдор Шаляпин, Леонид Собинов, Константин Станиславский, Глеб Успенский, Иван Павлов и Дмитрий Менделеев, Владимир и Анна Чертковы, актриса Полина Стрепетова.
Не забывали коллегу и художники Репин, Нестеров, Ге, Дубовской, Касаткин, Куинджи.
У Ярошенко собирался укрыться Лев Толстой, когда планировал свой первый побег из Ясной Поляны.
Радушные хозяева пристроили к своему пятикомнатному дому несколько флигелей, а с росписями в технике фресок Помпеи им помогли гости дачи. На «Белой вилле» Ярошенко жил и работал всю оставшуюся жизнь.

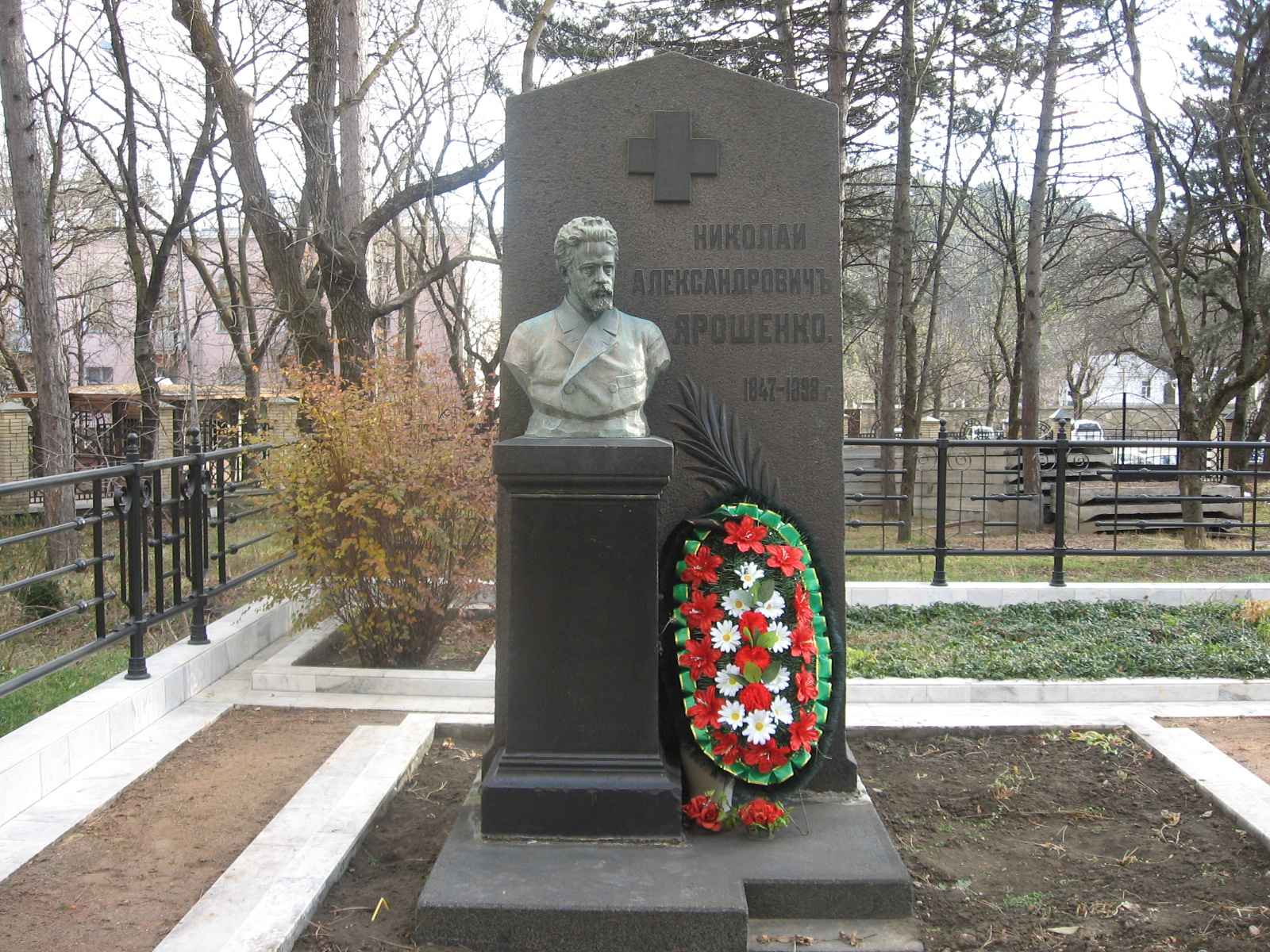
Могила Н. А. Ярошенко в ограде Свято-Никольского собора, Кисловодск.

В 1892 году Николай Ярошенко, исполнив мечту отца и повторив его путь, вышел в отставку в чине генерал-майора.
В 1897 году, несмотря на туберкулёз трахеи, Ярошенко отправился в путешествие по России и миру: Поволжье, Италия, Сирия, Палестина, Египет. Из странствий он привёз множеством картин, эскизов, этюдов, портретов и графических работ. В июне 1898 останавливался в усадьбе Олеиз у купца-мецената И. Ф. Токмакова в крымском Кореизе.
Умер в Кисловодске 26 июня (8 июля) 1898 года от сердечного приступа, на следующий день после того, как пробежал до дома под дождём более 10 км с горы Большое Седло, где писал с натуры. Похоронили художника в Кисловодске близ Собора Николая Чудотворца (в Советские годы собор был разрушен, и в дальнейшем воссоздан с полным искажением пропорций), недалеко от «Белой виллы». Через год на его могиле был установлен памятник — бронзовый бюст художника на чёрном постаменте, на фоне гранитной стелы с рельефным изображением креста, пальмовой ветви и палитры с кистями. В разработке проекта надгробия принимали участие художники Николай Дубовской и Павел Брюллов. Автором  скульптурного портрета был друг художника, скульптор-передвижник Леонид Позен.

## Творческая деятельность
Значительное место в творчестве Ярошенко занимают портреты; он написал их около ста. Художника привлекали люди интеллектуального труда: писатели, ученые, художники, актеры. Ученик Крамского, он видел задачу портретиста прежде всего в том, чтобы познать психологию человека. Об этом жена художника говорила: «Он не мог писать лиц, которые никакого духовного интереса не представляли».

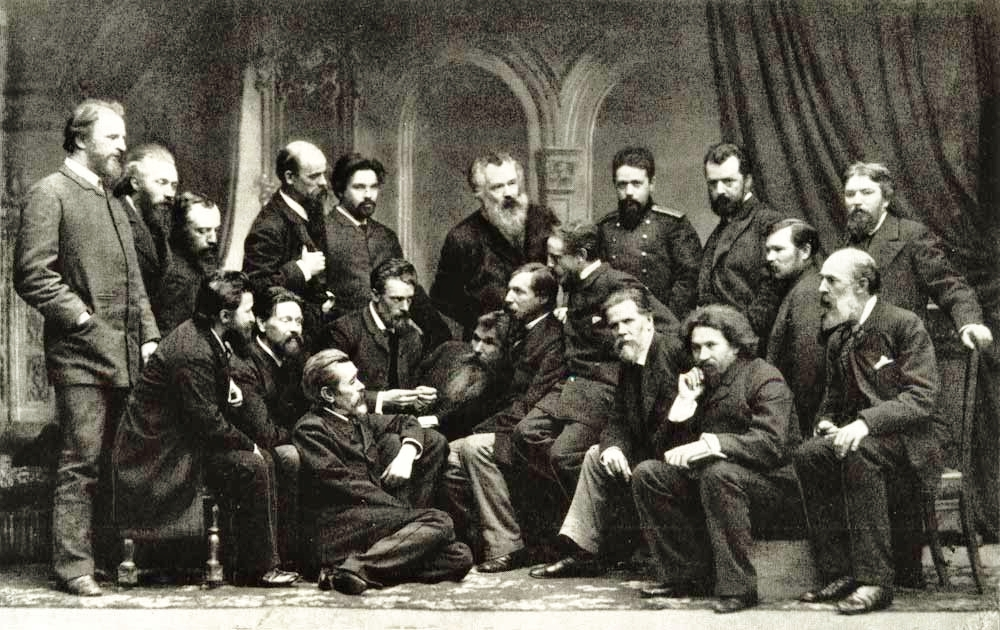
Передвижники в 1885 г. Н.Ярошенко стоит третий справа в военной форме капитана.

Содержанием жанровых картин художника служили преимущественно «мотивы гражданской скорби». Наиболее известные творения Н. А. Ярошенко — «Кочегар», «Заключённый», «Всюду жизнь», «Студент», «Сестра милосердия» (все пять — в Третьяковской галерее в Москве), «Курсистка» (прототипом для картины стала Анна Дитерихс), «Старое и молодое», «Причины неизвестны», «Невский проспект ночью», «Забытый храм».
Сюжет картины «У Литовского замка» (1881, не сохранилась) связан с покушением Веры Засулич на петербургского градоначальника Ф. Ф. Трепова. Правительство запретило экспонировать эту картину на Передвижной выставке, открывшейся в день убийства Александра II 1 марта 1881 года. Ярошенко подвергся домашнему аресту, и, более того, к нему пожаловал «на беседу» министр внутренних дел Михаил Тариэлович Лорис-Меликов. Картина так и не была возвращена художнику. По сохранившимся эскизам и подготовительным материалам он написал картину «Террористка». Сейчас эта картина хранится в Кисловодске в музее-усадьбе Ярошенко.
Произведения Н. А. Ярошенко в портретном жанре свидетельствуют о его способности передавать характер изображаемых лиц. Лучшие из этих произведений — портреты артистки П. А. Стрепетовой (в Третьяковской галерее), химика Дмитрия Менделеева (акварельный, там же), философа Владимира Соловьёва, юристов А. М. Унковского и В. Д. Спасовича, писателя Глеба Успенского, поэта А. Н. Плещеева, историка К. Д. Кавелина.
Кроме жанровых и портретов, Н. А. Ярошенко писал пейзажи, посвящённые природе Полтавщины, Ближнего Востока, Кавказа. Ряд пейзажных картин и этюдов Ярошенко хранятся в Третьяковской галерее.
Ярошенко был ярым сторонником проведения выставок картин передвижников в провинции. Эти выставки становились крупным общественным событием. 15-я выставка передвижников объездила 14 городов. Выставки, прошедшие после кончины Ярошенко, когда его друг Дубовской стал во главе Товарищества, также были приняты с воодушевлением. 28 января 1899 года XXIV выставка Товарищества передвижных художественных выставок прошла в Смоленске в залах Дворянского собрания. Под влиянием И. Е. Репина в её организации принимала участие известная меценатка княгиня М. К. Тенишева, владелица Талашкино. На выставке было представлено 180 картин художников-реалистов: А. М. Васнецова, Н. А. Касаткина, И. И. Левитана, В. Е. Маковского, В. Д. Поленова, И. Е. Репина, И. И. Шишкина и других, в том числе уроженца Смоленщины Н. П. Богданова-Бельского. Закрытие выставки состоялось 3 февраля. За неделю её посетили тысячи смолян. А 12 февраля выставка открылась в Зале Дворянского собрания Калуги. Картина Н. А. Ярошенко «Кратер Везувия», представленная тогда, хранится в фондах Калужского областного художественного музея.
Страшным ударом для Ярошенко стал фактический распад Товарищества передижников. Репин, Куинджи и другие вернулись в реформированную Академию художеств, мотивируя это возможностью учить там слушателей реалистическому искусству. «Стены-то не виноваты!» — оправдывался Репин. «Дело не в стенах, — возражал Ярошенко, — а в измене идеалам Товарищества!». В гневе Ярошенко пишет картину «Иуда» с фотографии некогда горячо любимого А. И. Куинджи.

## Общественное признание
- Почётный гражданин города Кисловодска[22].
- В 1991 году обнаруженный 10 апреля 1983 года астероид (4437) назвали в честь Ярошенко[23].

## Семья
- Отец — Александр Михайлович Ярошенко (1807—1876) — генерал-майор.
- Мать — Любовь Васильевна (урождённая Мищенко) (1822—1890).
- Брат — Василий Александрович (1848—после 1915) — инженер-химик, был женат на Елизавете Платоновне (урождённой Степановой, в первом браке Шлиттер).
- Сёстры: Софья Александровна (1852—1923) — мать Бориса Савинкова; Вера Александровна (в замужестве Купчинская), Надежда Александровна, Любовь Александровна.
- Супруга (с 1874 года) — Мария Павловна Невротина (? — 14 сентября 1915), есть версия, что Крамской писал с неё Неизвестную, в то время она была невестой Н. А. Некрасова[21].

## Адреса и музеи
В Санкт-Петербурге:
- лето 1874 — дача Крамского на Сиверской;
- 1874—1879 — доходный дом А. И. и И. И. Кабатовых на Бассейной, (совр. адрес Некрасова улица, 27);
- 1879 — весна 1898 года — доходный дом Шрейберов, Сергиевская улица, 63.

Но не только кисловодский дом Ярошенко был всегда полон гостей, а и его петербургская квартира на Сергиевской улице. Михаил Нестеров, хорошо знавший семью художника, вспоминал, что у него часто бывало до полусотни «посетителей». Некоторые из них гостили подолгу, и тогда в квартире воцарялся сумбур, работать при котором не было никакой возможности. Однако Николая Александровича, по свидетельству близких, это более смешило, чем огорчало.

В Кисловодске: 
Собственный дом (c 16 ноября 1885 года). Здесь художником была создана картина «В тёплых краях», находящаяся в экспозиции Русского музея

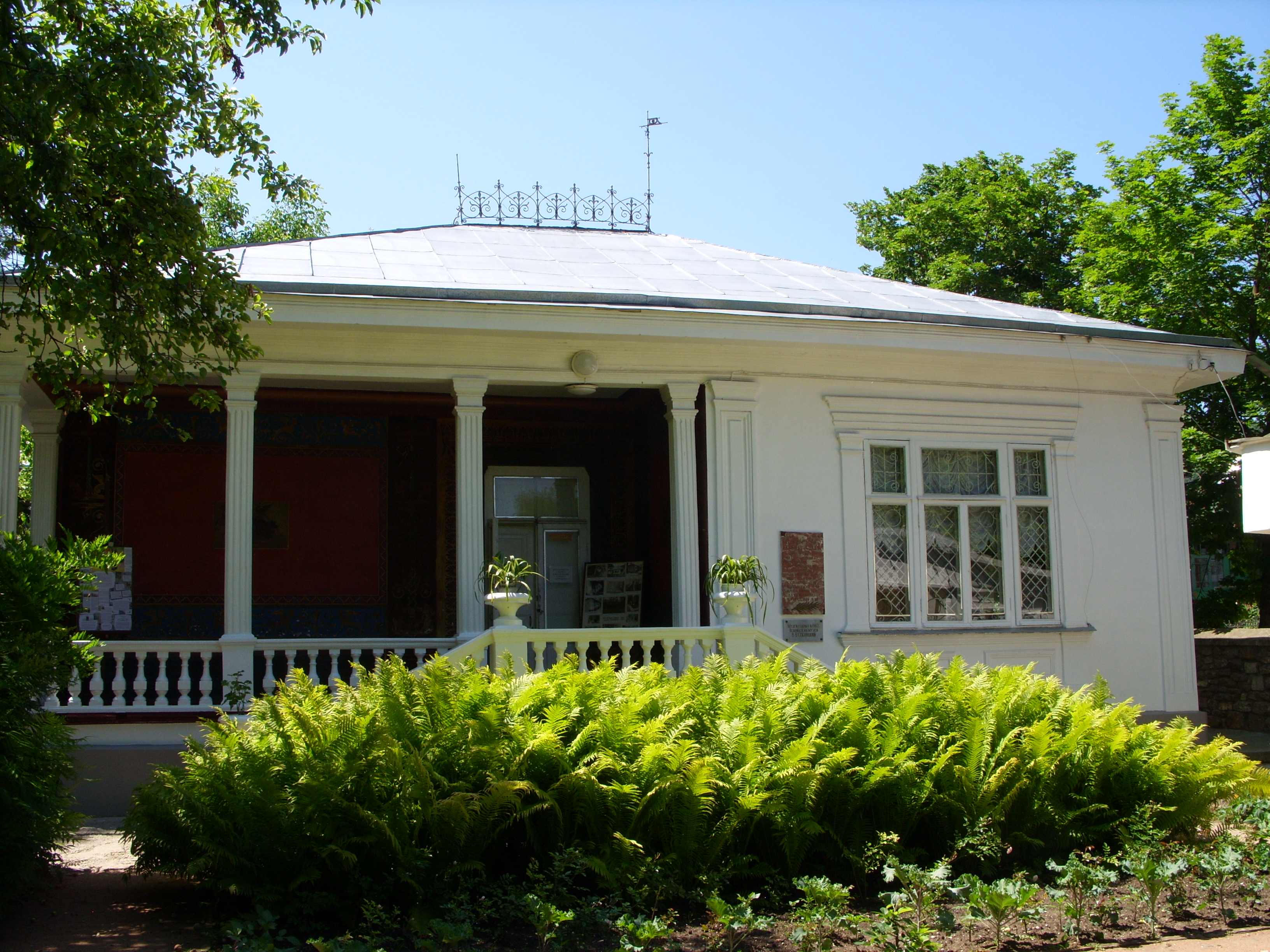
Мемориальный музей-усадьба художника Н. А. Ярошенко, г. Кисловодск. Неофициально — «Белая вилла».

По воспоминаниям М. В. Фофановой, В. И. Ленин очень высоко ценил картины Ярошенко. По приказу Ленина уже в декабре 1918 года в Кисловодске, в доме Ярошенко был основан мемориальный музей, а улица, на которой стоял дом (ранее Дондуковская) получила имя Ярошенко.
Однако, в результате Гражданской войны и разрухи музей был закрыт, и открылся повторно только 11 марта 1962 года усилиями художника Владимира Секлюцкого. Музею принадлежит вся территория усадьбы, силами сотрудников музея, горожан и спонсоров восстановлены здания, собрана обширная коллекция. Здесь хранятся 108 предметов живописи и графики Ярошенко, 170 работ художников-передвижников. Ежегодно музей посещают до 20 тысяч человек.
В Калужской губернии:
Усадьба жены брата Василия Александровича Елизаветы Платоновны (урождённой Степановой) Павлищев Бор, где были написаны многие картины. 10 произведений хранятся в Калужском областном художественном музее, это и портреты близких, и знаменитые «Портрет дамы с кошкой» и «Курсистка», и портрет старухи — няни Ярошенко.
Картина Н. А. Ярошенко «На качелях» (1888 г.) изображает сцену любимого народного развлечения — на Духов день в соседней деревушке Павлищево.
Ныне усадьба Ярошенко Павлищев бор находится в полуразрушенном состоянии, но парк и часть построек сохранились, так что при должном финансировании её реставрация и музеефикация возможны.
В Полтаве:
В основе собрания Полтавского художественного музея — подаренная родному городу коллекция художника-передвижника Н. А. Ярошенко, прибывшая в Полтаву в 1917 году. Она включала 100 живописных произведений и 23 рабочих альбома самого художника, а также значительное количество работ друзей и коллег по Товариществу передвижных художественных выставок.

## Галерея

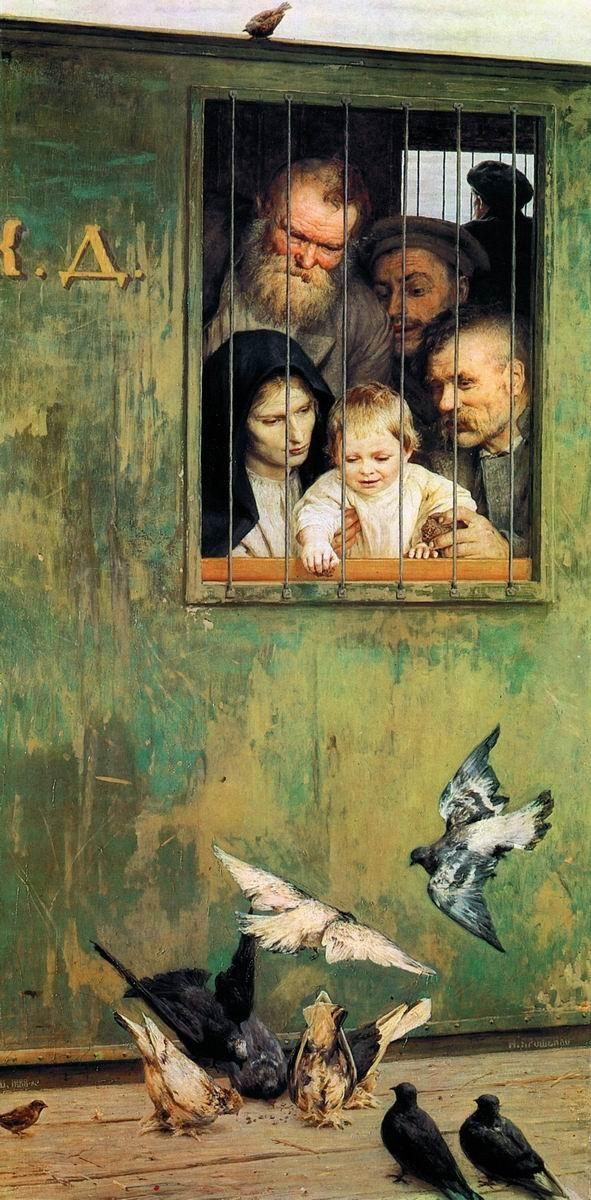
«Всюду жизнь» (см.), 1888, Государственная Третьяковская галерея (ГТГ).
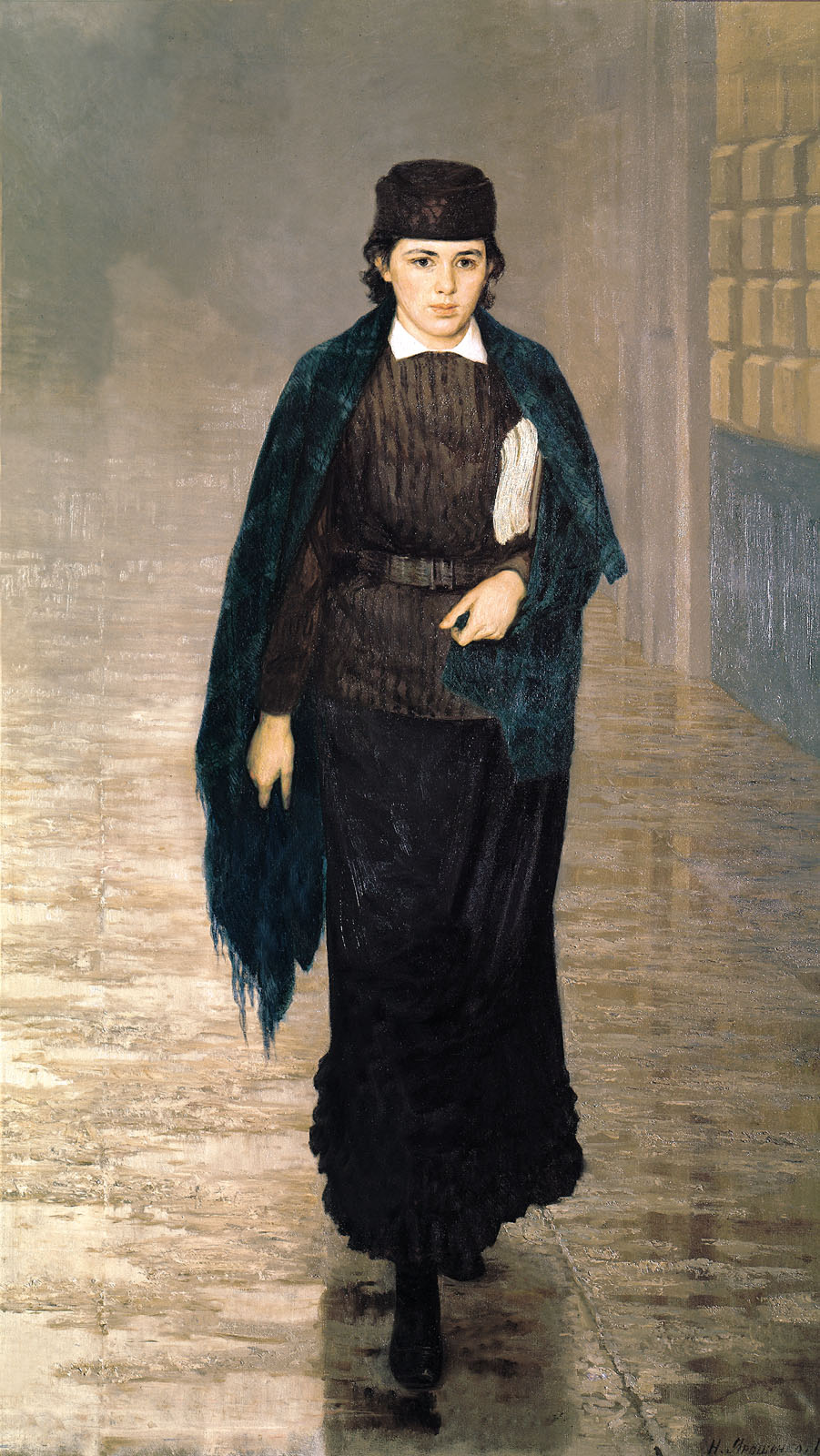
«Курсистка» (см.), 1883, Калужский музей изобразительных искусств, Киевская картинная галерея (два авторских варианта).
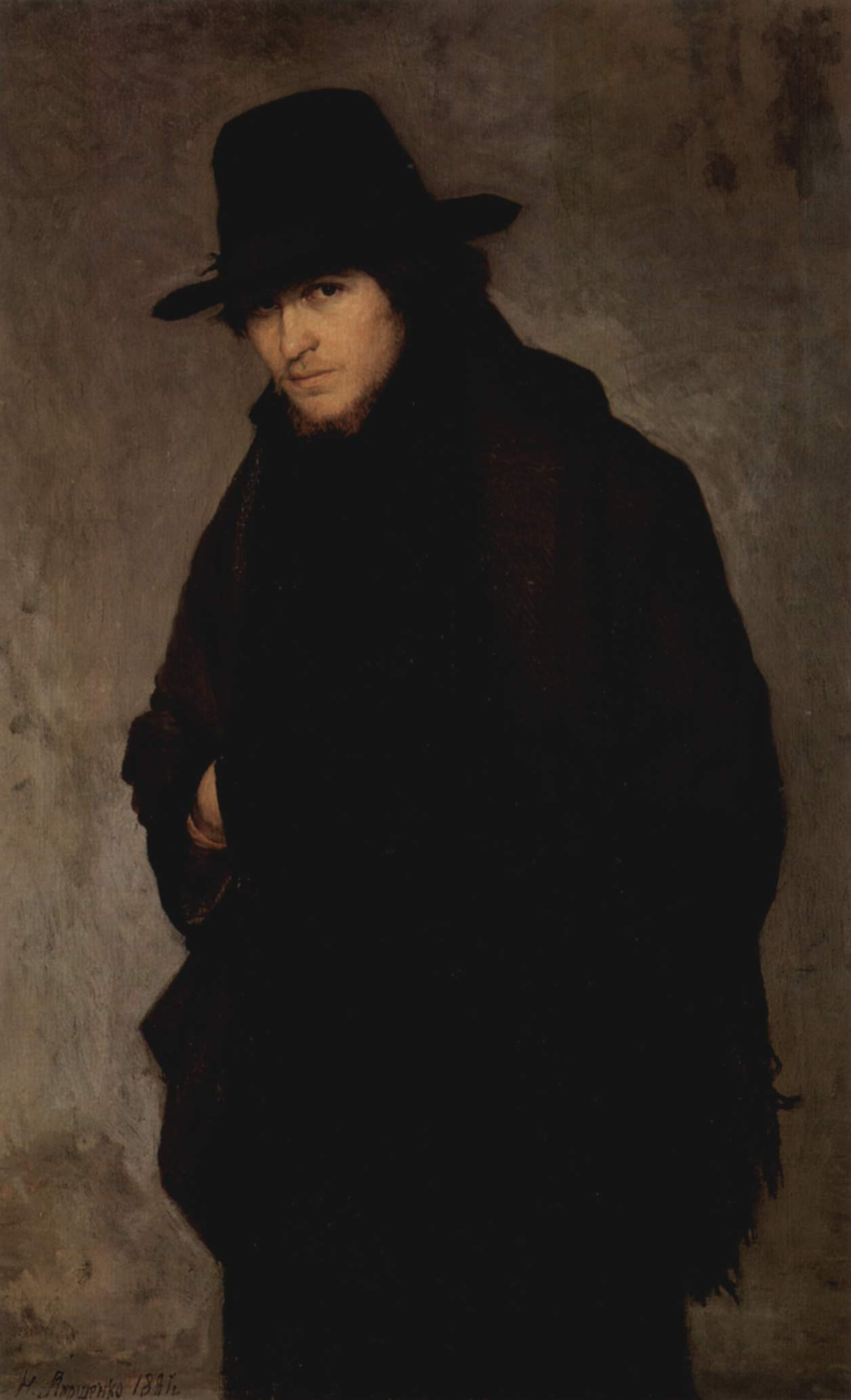
«Студент» (см.), 1881, Государственная Третьяковская галерея.
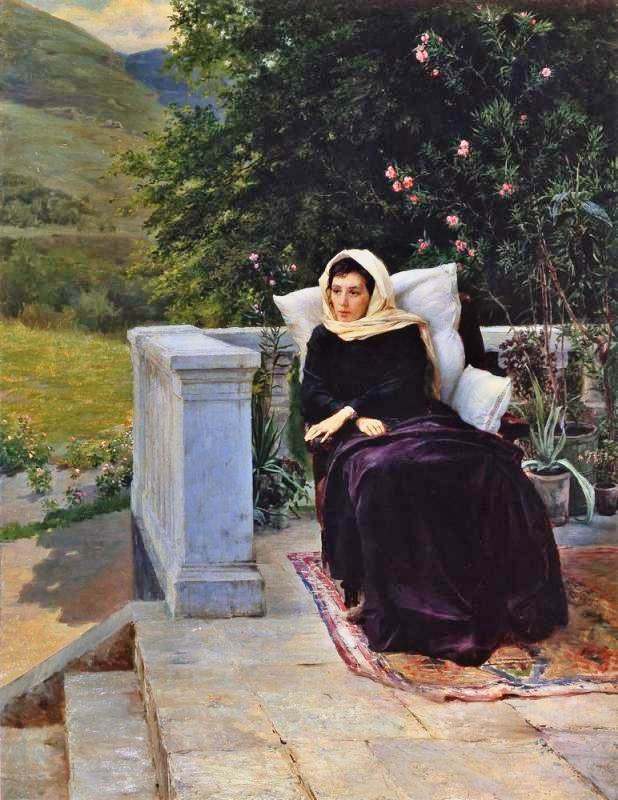
«В тёплых краях» (см.), 1890, Государственный Русский музей (ГРМ).
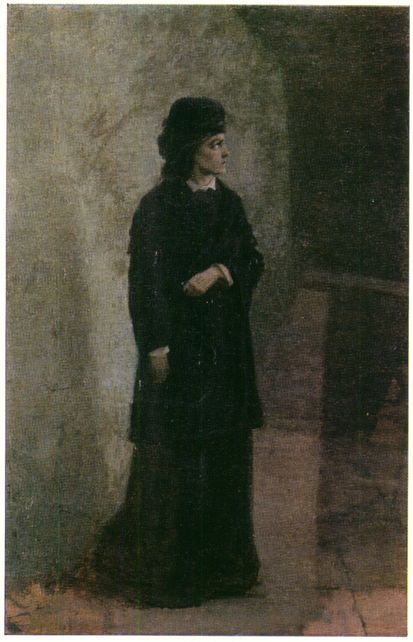
«Террористка», 1881, Музей-усадьба Н. А. Ярошенко, Кисловодск.
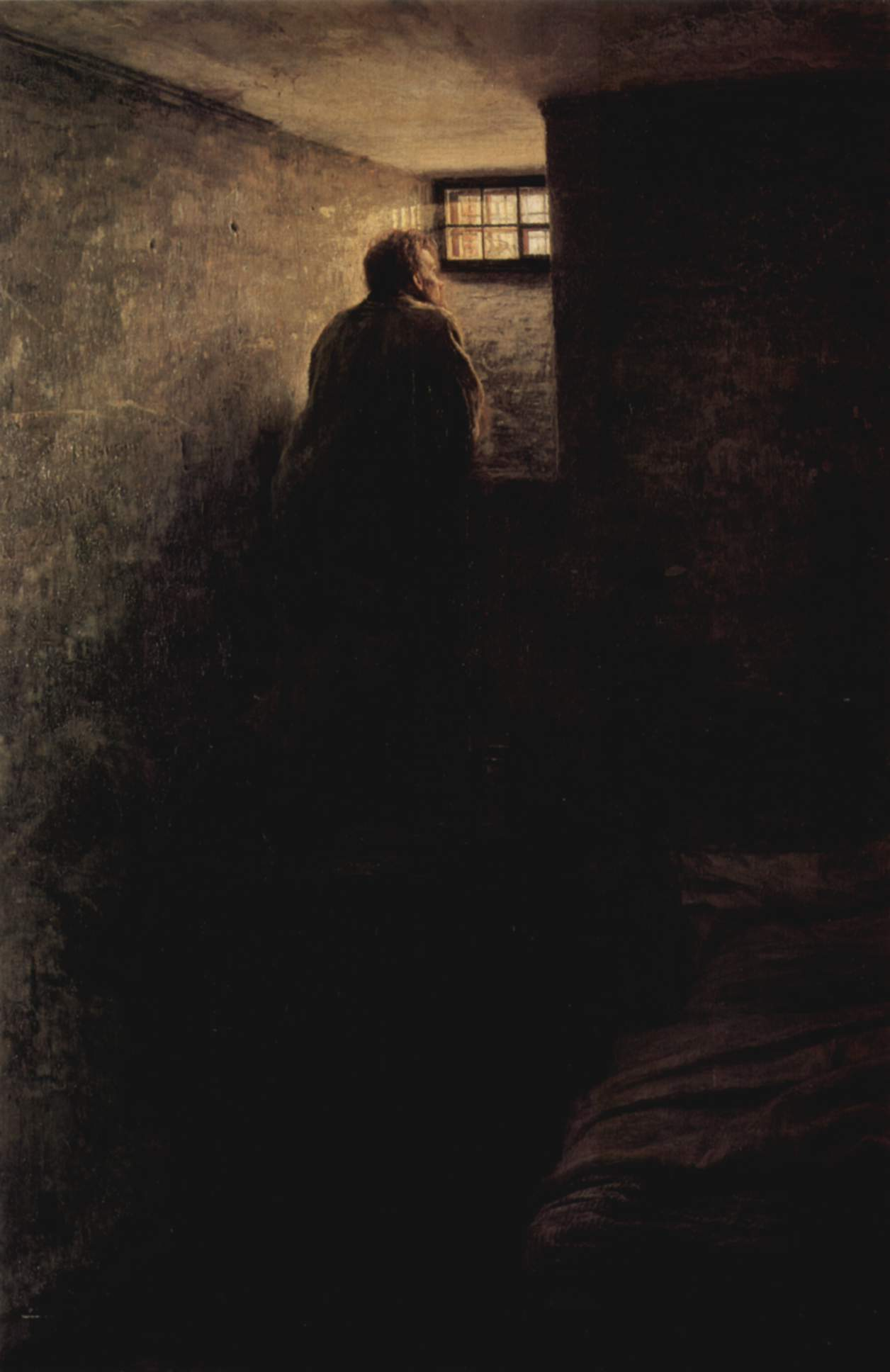
«Заключённый», 1878, ГРМ.
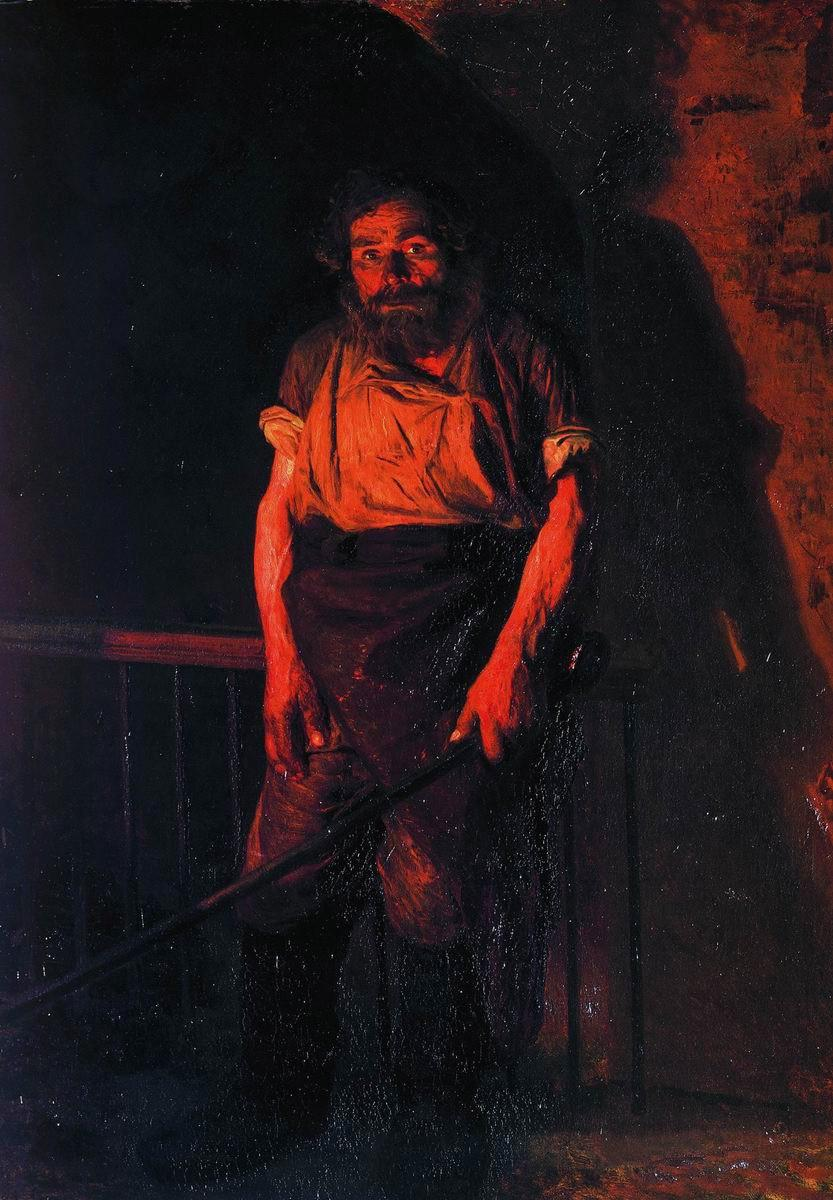
«Кочегар», 1878, ГТГ.
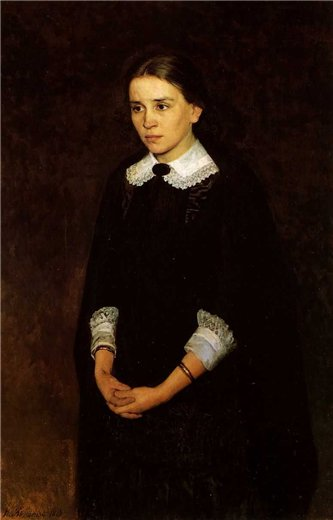
Портрет П. А. Стрепетовой, 1884
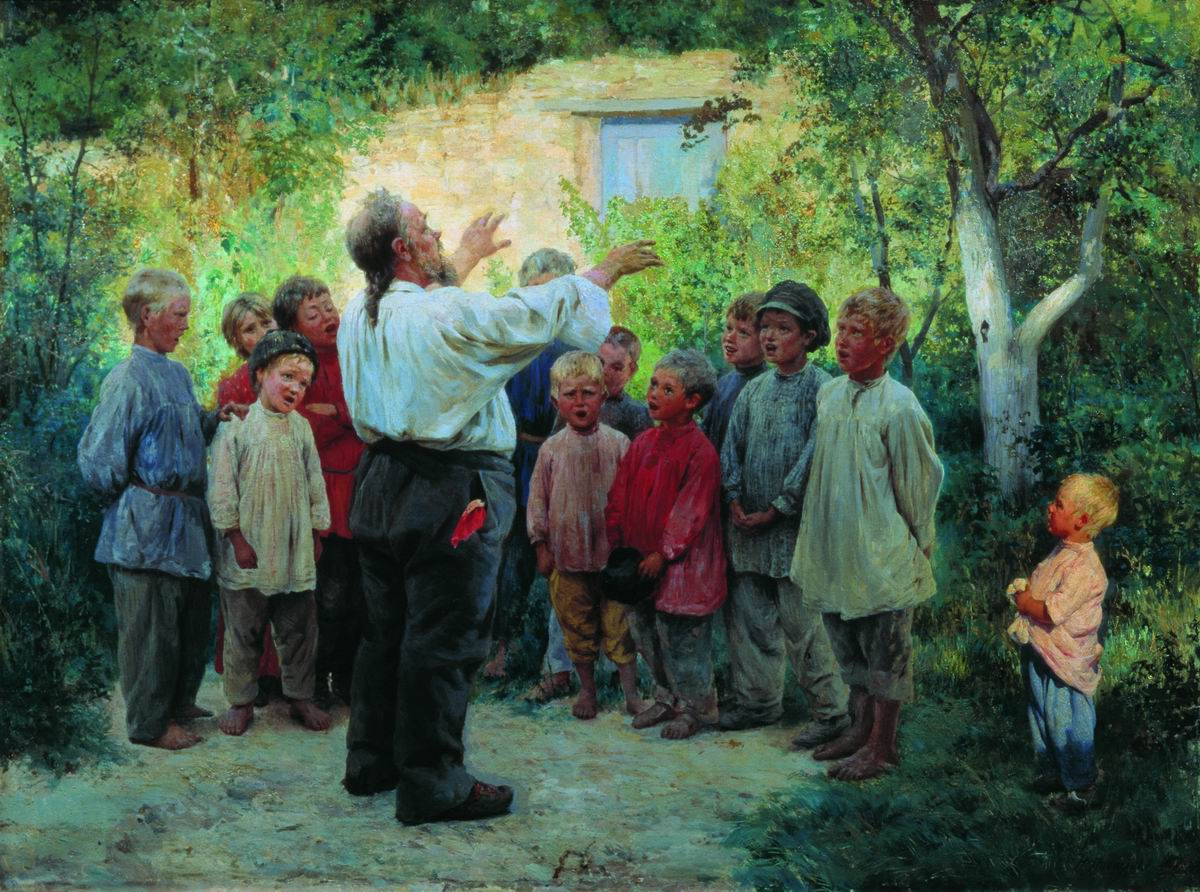
«Хор», 1894
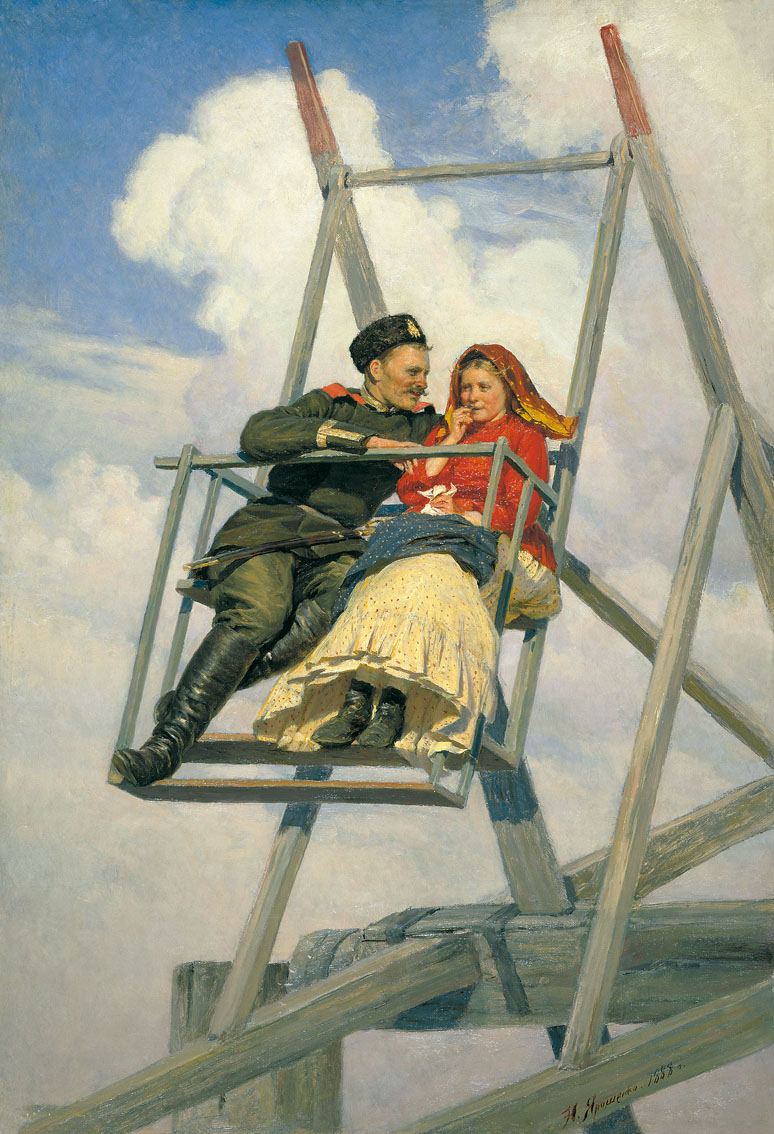
На качелях в селе Павлищево в Духов день», 1888, ГРМ.
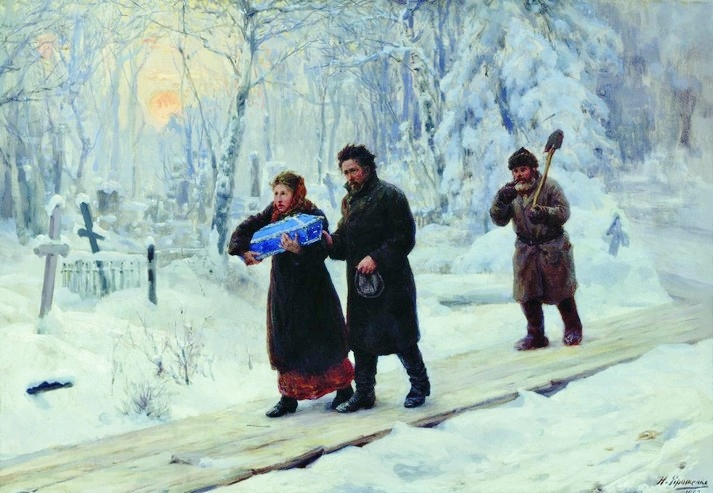
«Похороны первенца», 1893
«Проводил», 1891, Омский художественный музей
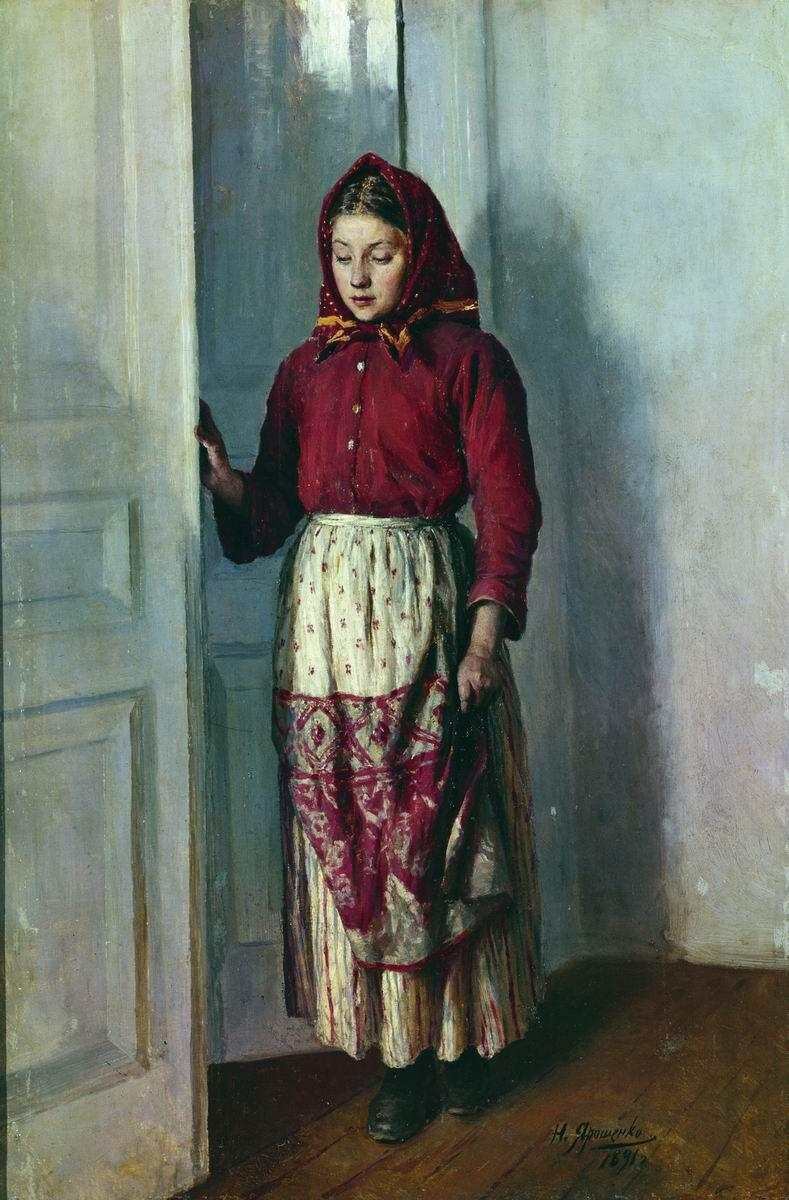
«Девушка-крестьянка», 1891
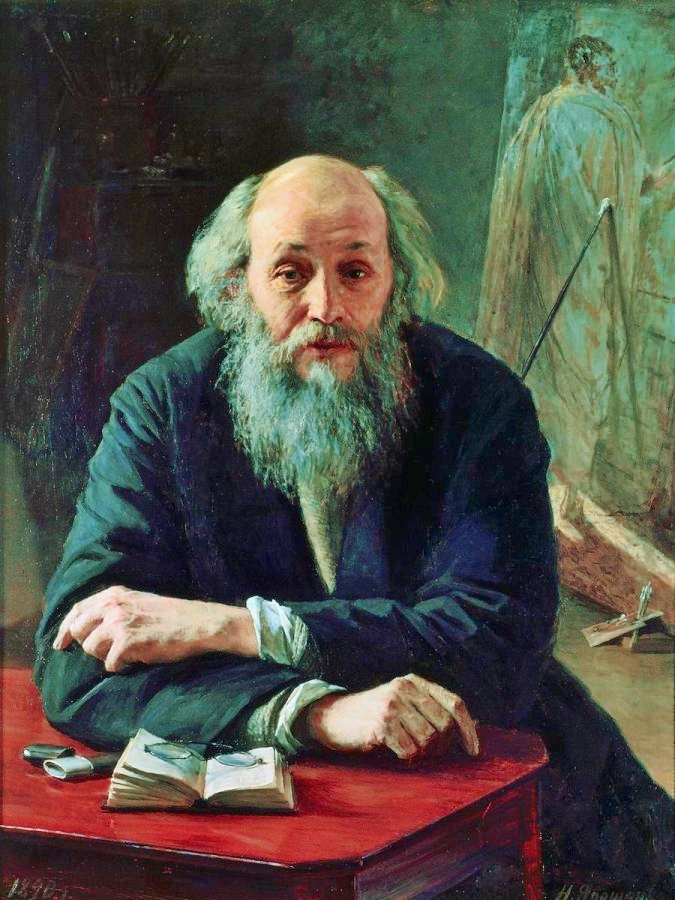
Портрет художника Николая Николаевича Ге, 1890, ГРМ.
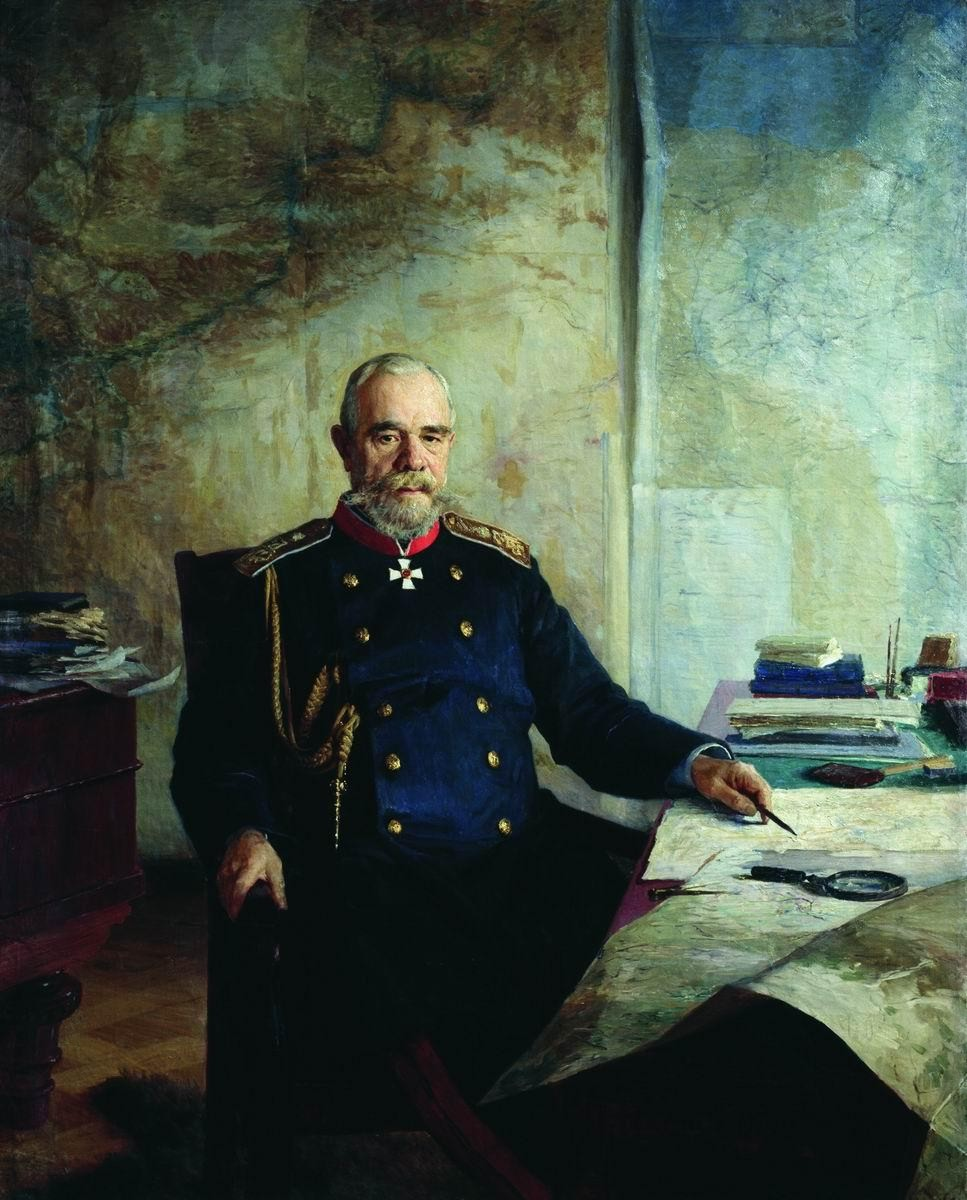
Портрет генерала от инфантерии, начальника Главного штаба русской армии Н. Н. Обручева, 1898, Музей-усадьба Н. А. Ярошенко.
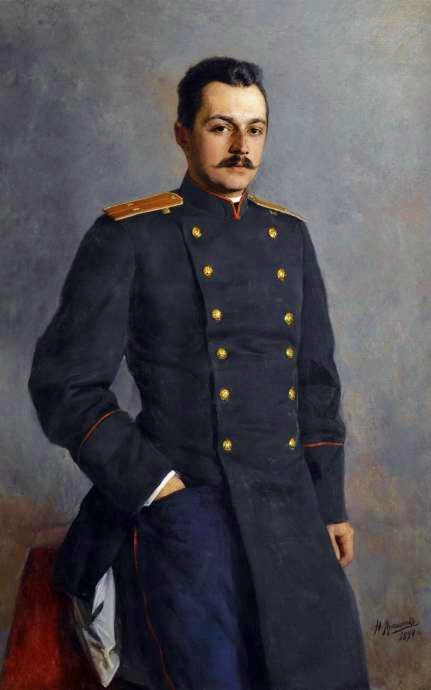
Автопортрет.
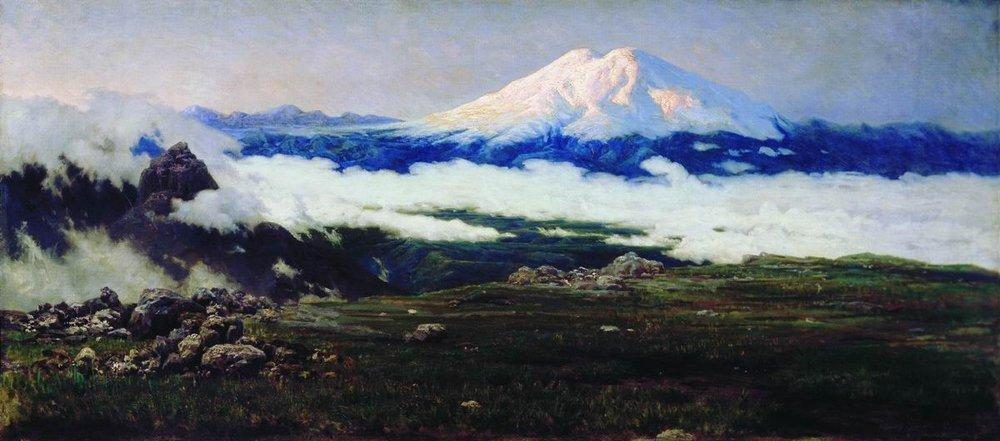
Шат-гора (Эльбрус), 1884, Музей-усадьба Н. А. Ярошенко.
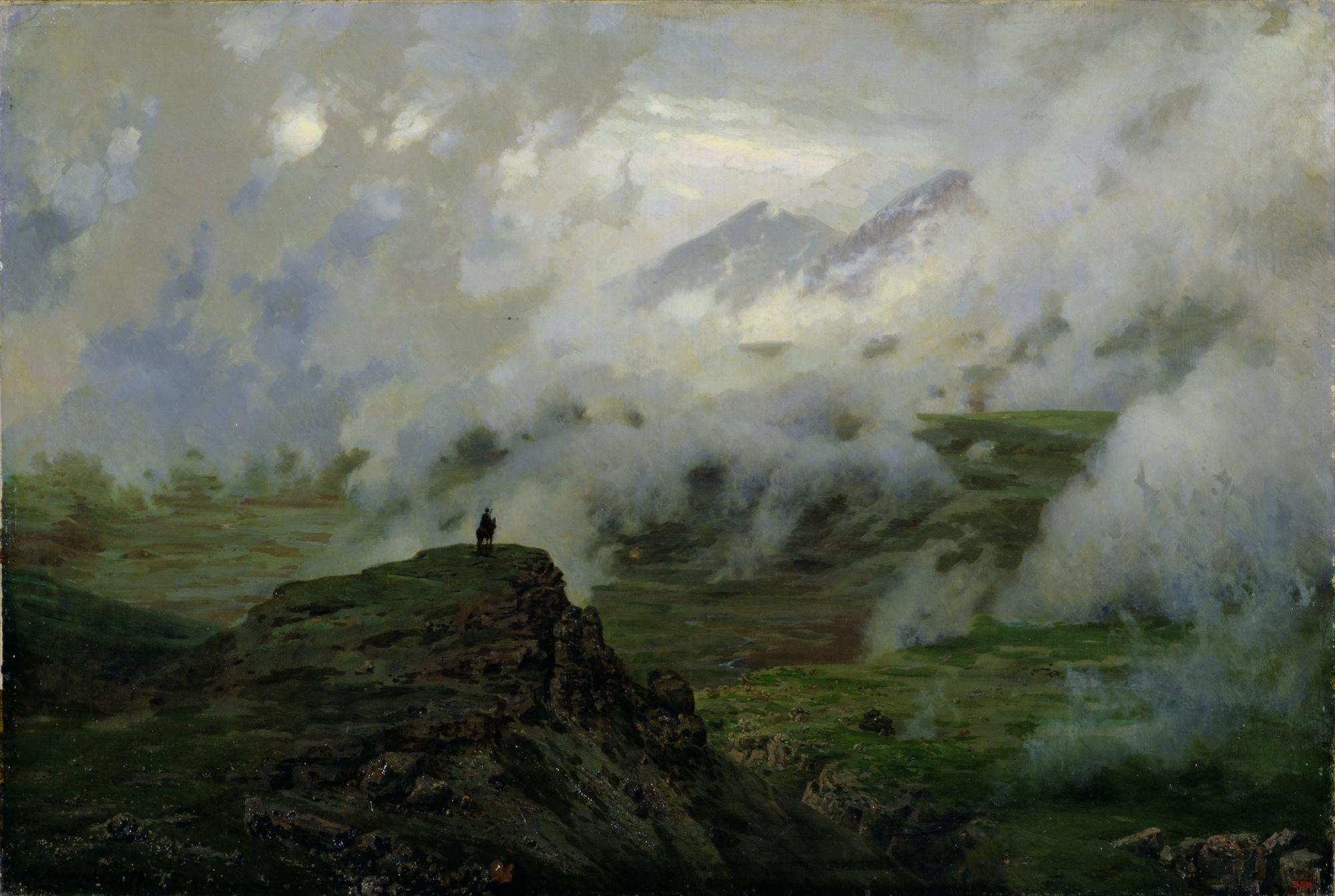
«Эльбрус в облаках», 1894, Государственный Русский музей.
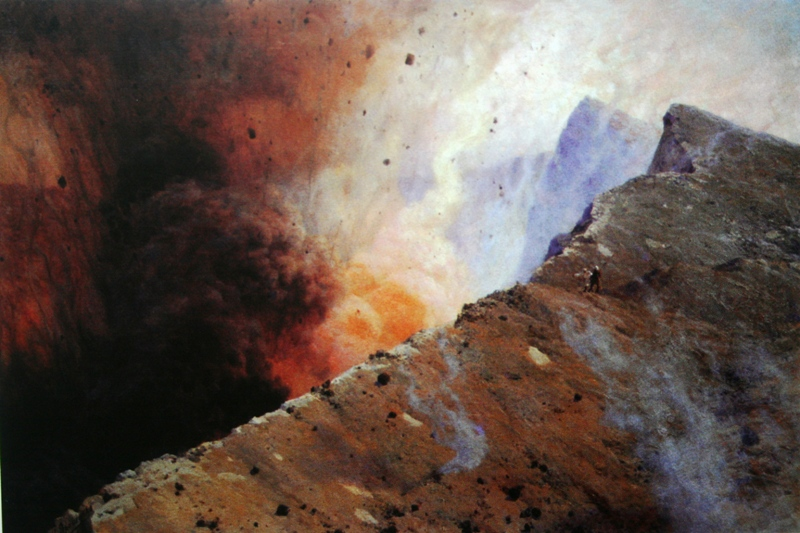
Кратер Везувия (позднее использовалось название «Извержение вулкана»), 1898, Калужский музей изобразительных искусств.
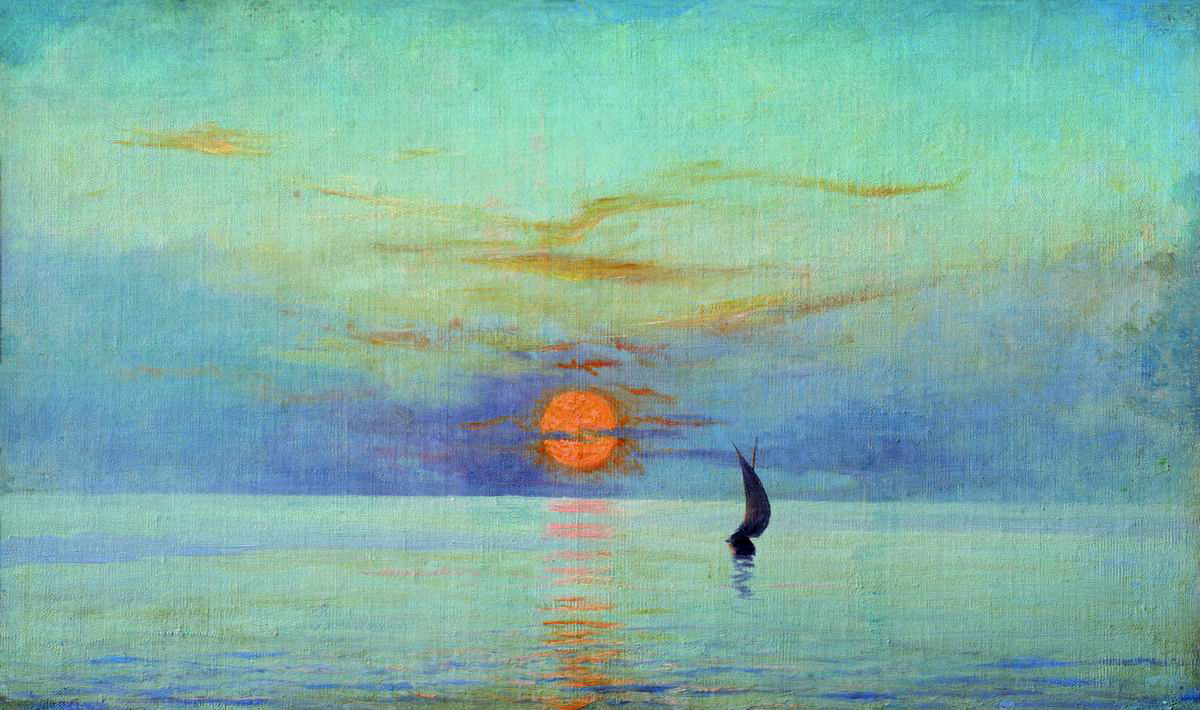
«Заход солнца», 1880-е годы
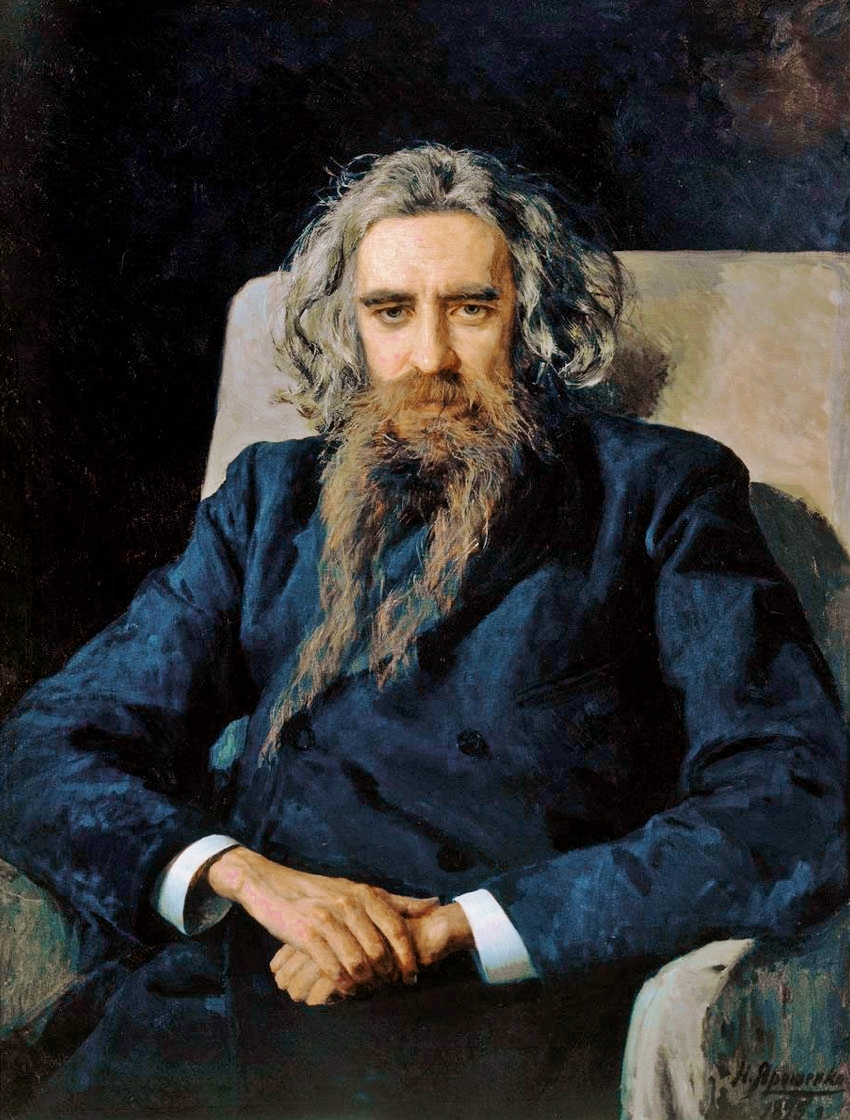
Портрет философа Владимира Сергеевича Соловьёва, 1895, ГТГ
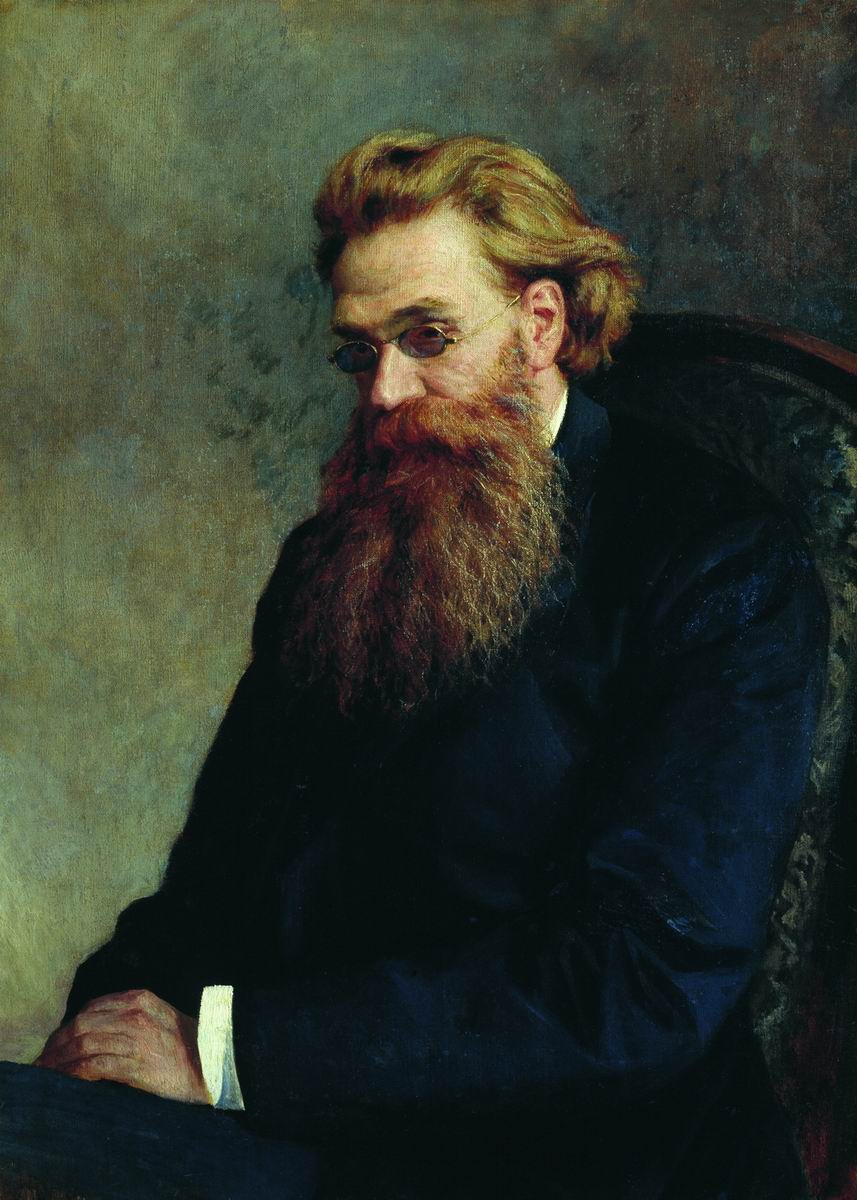
Портрет учёного и педагога Александра Яковлевича Герда, 1888
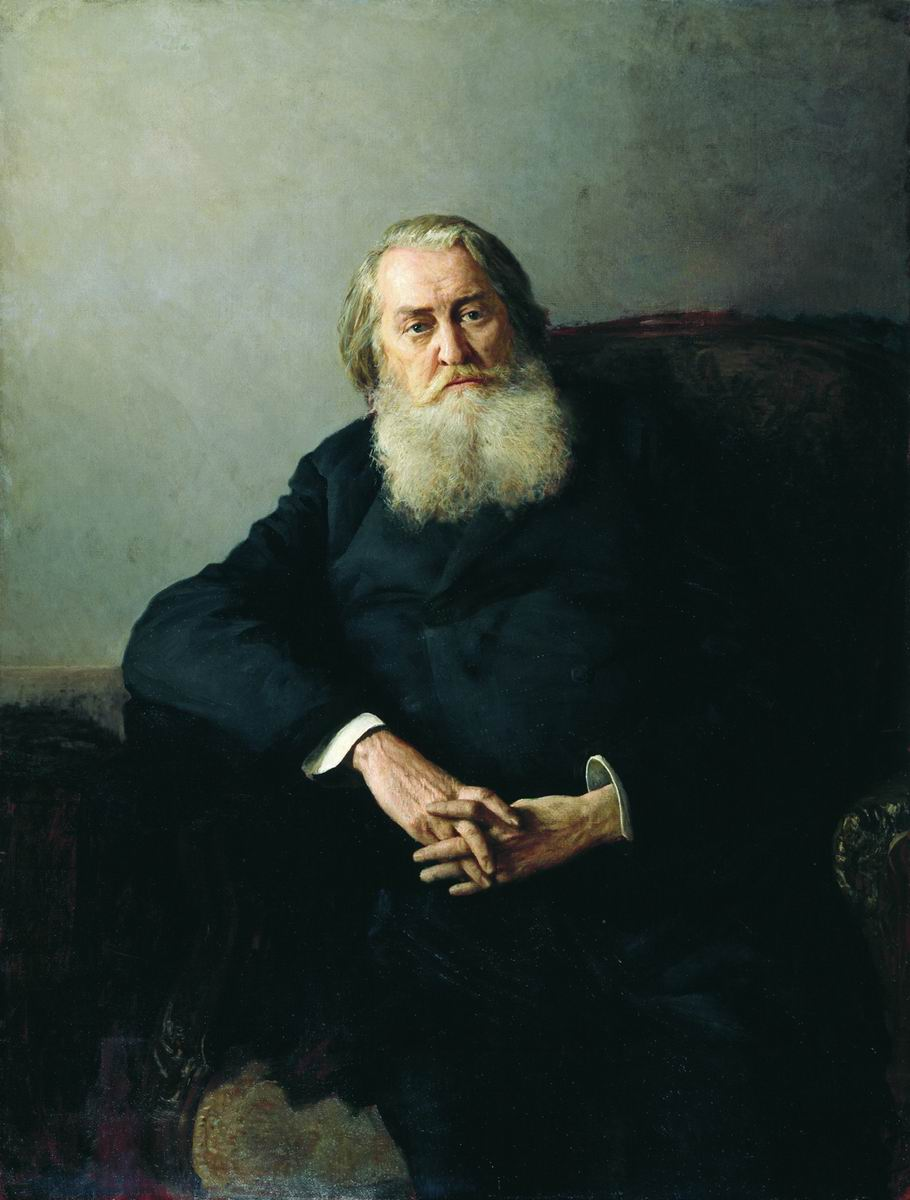
Портрет поэта Алексея Николаевича Плещеева. Харьковский художественный музей
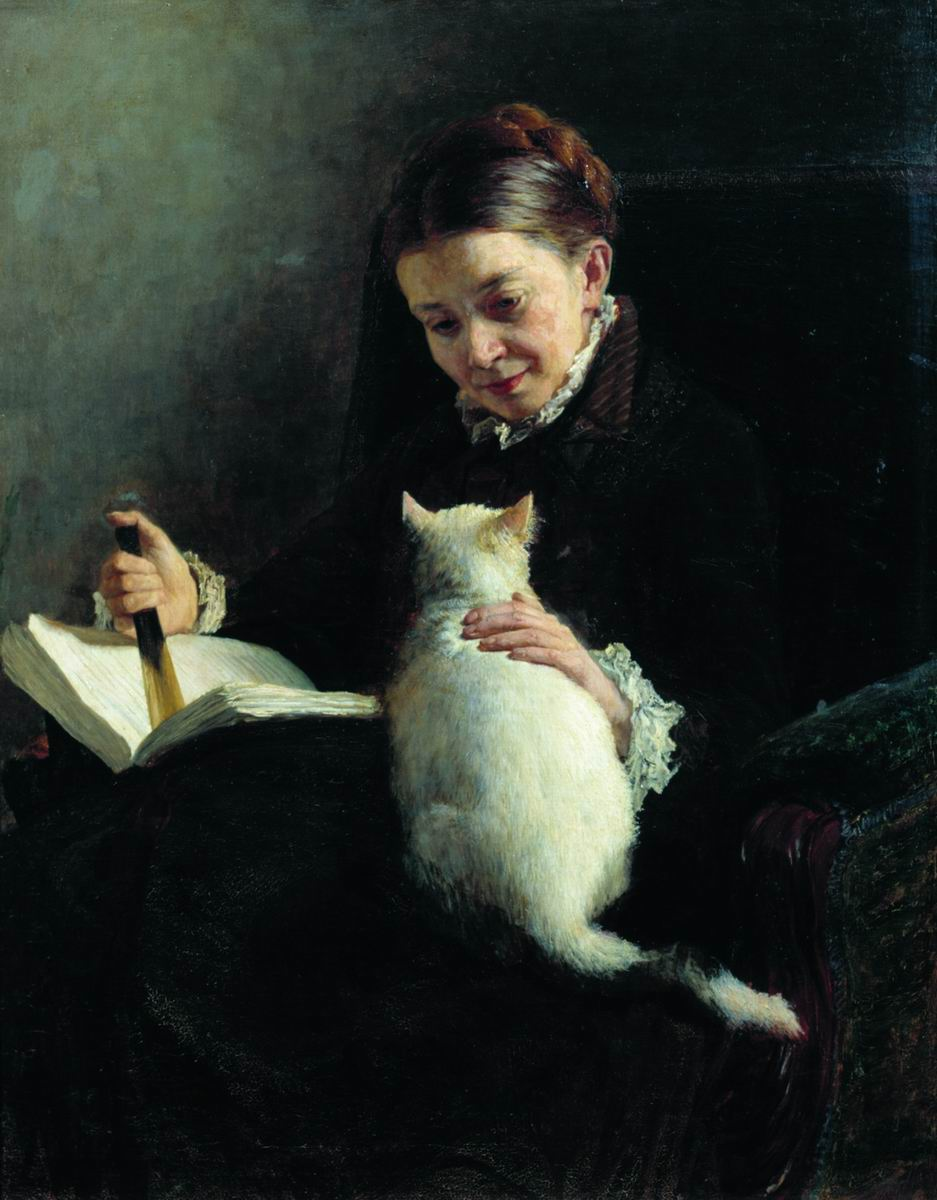
Портрет Елизаветы Платоновны Ярошенко (жена брата, Василия Ярошенко), 1880
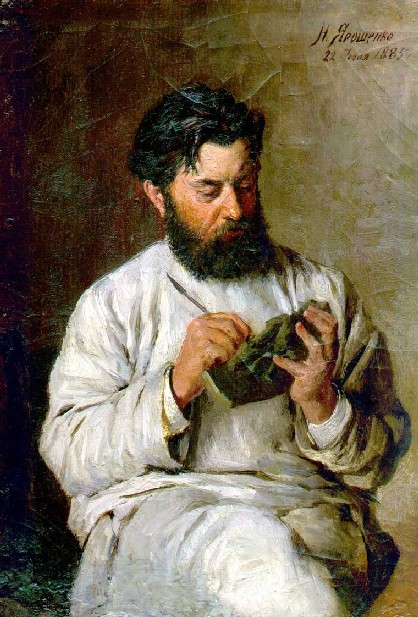
Портрет скульптора Леонида Владимировича Позена, 1885
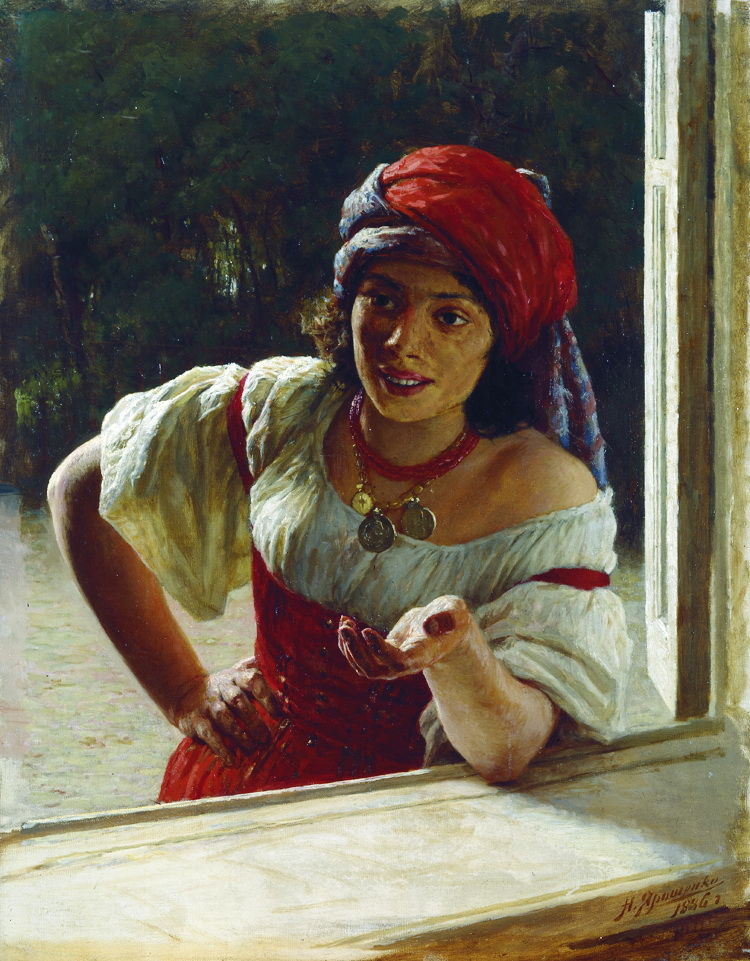
Цыганка, 1886

## Отзывы современников
Л. Н. Толстой: 

«Ярошенко мы все любим и, разумеется, очень рады бы были его видеть»
Художник-пейзажист Н. Н. Дубовской:

«У него глубокий громадный ум, который он постоянно развивает и достиг всестороннего большого образования.»
Художник М. В. Нестеров:

«Его высокое благородство, его прямодушие и необычайная стойкость и вера в то дело, которому он служит, были, думаю, не для одного меня примером, и сознание, что такой правильный человек есть среди нас, ободряло на правое дело. Будучи сам безупречным, он делал, настаивал, горячился, требовал, чтобы те люди, которые служат одному с ним делу, были на той же нравственной высоте, столь же неуклонными своему долгу, каким был он сам»
Художественный критик Н. К. Михайловский:

«В пестрой сутолоке жизни судьба редко сталкивает нас с такими цельными, законченными и в то же время … многогранными натурами, какою был Ярошенко. Едва ли найдется сколько-нибудь значительная область жизни или мысли, которою он не интересовался в большей или меньшей степени»
Д. И. Менделеев после смерти Ярошенко писал: 

«Год жизни дал бы, чтобы сейчас сидел тут Ярошенко, и поговорить с ним!»